# Monumento a Nathanael Greene
El Monumento a Nathanael Greene es un monumento público en la ciudad de Savannah, en el estado de Georgia (Estados Unidos). Ubicado en Johnson Square, fue diseñado por William Strickland y honra a Nathanael Greene, un general del Ejército Continental durante la Guerra de Independencia de los Estados Unidos. Si bien la piedra angular se colocó en 1825, el monumento no se completó hasta 1830, momento en el que sirvió como un monumento conjunto para Greene y el general del Ejército Continental Casimir Pulaski. El monumento se dedicó exclusivamente a Greene en 1853, después de lo cual se agregaron a la estructura dos placas de bronce en su honor. En 1902, el cuerpo de Greene fue enterrado bajo el monumento. En 2018, una de las placas de bronce fue vandalizada con ojos saltones, lo que llamó la atención nacional sobre el monumento.
El monumento es uno de varios en la ciudad en honor a personas notables de la Revolución de las Trece Colonias, incluido el Monumento a Casimir Pulaski y el Monumento a William Jasper.

## Historia

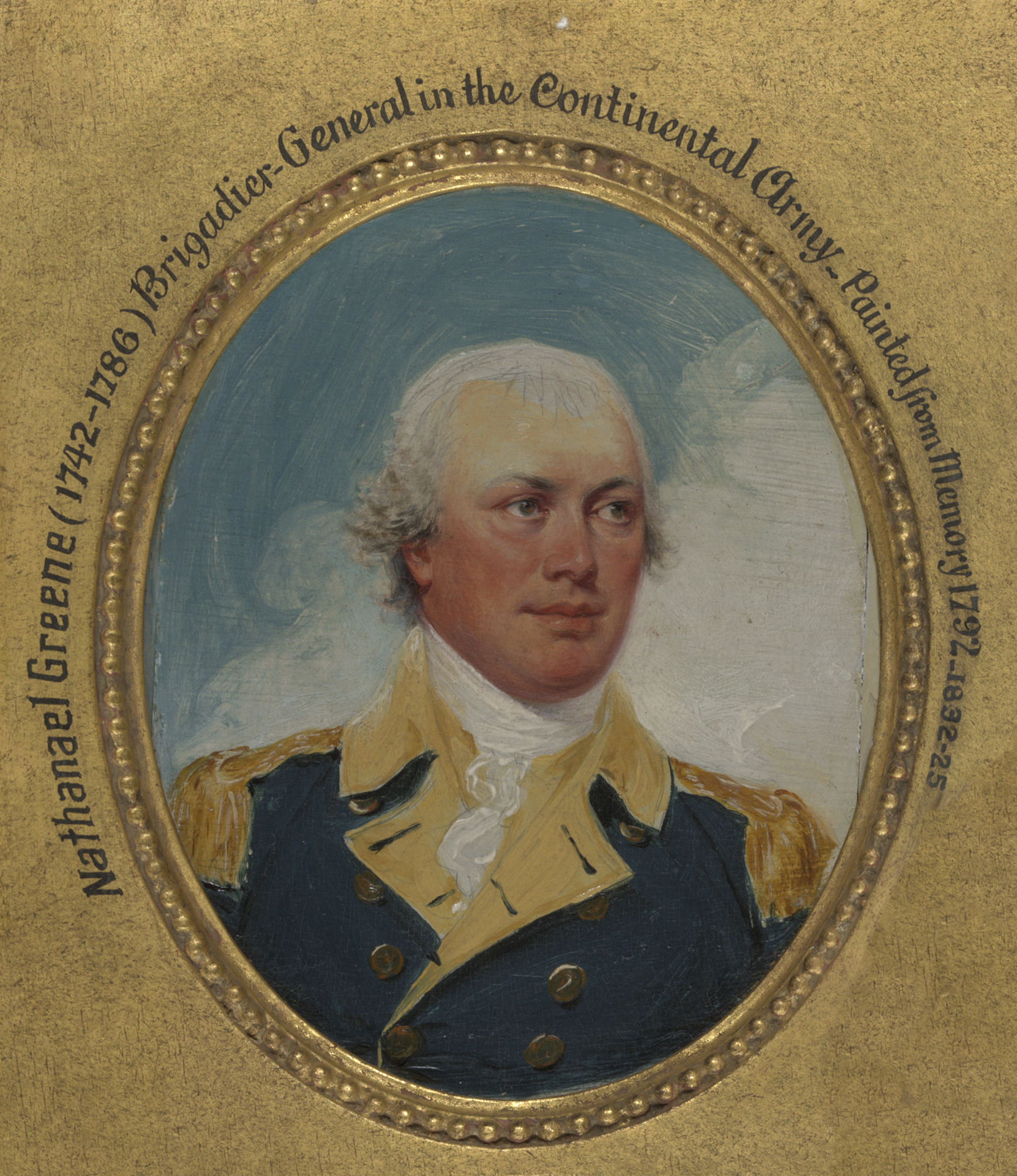
Retrato de Nathanael Greene por John Trumbull (1792)

Nathanael Greene nació en Rhode Island en 1742 y se crio como cuáquero pacifista. Sin embargo, en el período previo a la Revolución de las Trece Colonias, ayudó a fundar una milicia en Rhode Island y finalmente ascendió al rango de general de brigada en el Ejército Continental. Durante la última parte de la guerra, Greene participó en acciones en las colonias del sur, incluso en Georgia. Por sus acciones durante la guerra, el gobierno de Georgia le otorgó la Plantación de Mulberry Grove, que había sido confiscada a los lealistas, y en 1786 el condado de Greene fue nombrado en su honor. Murió más tarde ese año en Mulberry Grove y fue enterrado en el cementerio Colonial Park en Savannah.
El 21 de marzo de 1825, durante su visita a los Estados Unidos, el marqués de Lafayette colocó las piedras angulares de dos monumentos en Savannah. Los dos monumentos fueron en honor a Greene y su compañero héroe de la Guerra de Independencia Casimir Pulaski, con la piedra angular de Greene colocada en Johnson Square y la piedra angular de Pulaski colocada en Chippewa Square. En la ceremonia de dedicación de la piedra angular de Greene, celebrada en asociación con las logias masónicas locales, Lafayette dijo:

El gran y buen hombre a cuya memoria rendimos tributo de respeto, cariño y pesar, ha desempeñado en nuestra contienda revolucionaria un papel tan glorioso y tan importante que en el mismo nombre de Greene se recuerdan todas las virtudes y talentos que puede ilustrar al patriota, al estadista y al líder militar…

### "Terminando" el monumento
Los esfuerzos de recaudación de fondos para la construcción de los dos monumentos inicialmente fueron deficientes y, en noviembre de 1826, la Asamblea General de Georgia autorizó una lotería para recaudar 35 000 dólares para la causa. Dadas las dificultades para adquirir fondos, los comisionados de los monumentos decidieron concentrarse en erigir solo el monumento en Johnson Square como un monumento conjunto a Greene y Pulaski. El monumento de Johnson Square se completó en 1830 y fue diseñado por William Strickland. En 1853, con suficiente dinero recaudado, se erigió un monumento dedicado exclusivamente a Pulaski en Monterey Square. Después de esto, el monumento de Johnson Square se convirtió en el monumento de Greene. Después de las elecciones presidenciales de Estados Unidos de 1860, el monumento fue el lugar de las celebraciones de secesión que precedieron a la Guerra de Secesión. Durante las celebraciones, el monumento se cubrió con una gran pancarta que presentaba una serpiente de cascabel y la frase "No me pises", similar a la bandera de Gadsden.
En 1879, el ayuntamiento de Savannah organizó un comité con la Sociedad Histórica de Georgia para crear un plan para "terminar" el monumento. Se decidió que se agregarían dos placas de bronce al monumento, con los costos divididos en partes iguales entre el ayuntamiento y la sociedad histórica. Estas placas se dieron a conocer en una ceremonia el 6 de mayo de 1885. Una de las tablillas brindaba información sobre la vida de Greene, mientras que la otra presentaba un bajorrelieve de Greene. El ex presidente de los Estados Confederados, Jefferson Davis, cuyo padre había servido bajo el mando de Greene durante la Guerra de Independencia, asistió a la ceremonia y pronunció un discurso elogiando a Greene. Durante el discurso, Davis también defendió la Causa Perdida de la Confederación e instó a la reconciliación después de la Guerra de Secesión.

### Posterior alsigloXIX
Si bien la ubicación exacta de la tumba de Greene en el cementerio Colonial Park se debatió durante varios años, en 1901, su cuerpo fue identificado en una bóveda en el cementerio. Al año siguiente, el 14 de noviembre de 1902, su cuerpo fue enterrado bajo el monumento. Los restos de su hijo, George Washington Greene, también fueron enterrados en el monumento. Según un artículo de 2014 en Savannah Morning News, los restos de las dos personas habían sido enterrados en la misma bóveda y la decisión de enterrar a ambos se debió a que no se podía distinguir entre los dos. En la ceremonia de acompañamiento, el Capítulo de Savannah de las Hijas de la Revolución de las Trece Colonias colocó una corona de bronce directamente sobre el lugar del cuerpo de Greene. El gobernador de Rhode Island y el presidente de la Sociedad de Cincinnati también asistieron a la ceremonia.
En 1953, la Comisión Histórica de Georgia erigió un marcador histórico de Georgia cerca del monumento que brindaba información tanto sobre Greene como sobre el monumento. En 2012, un club de jardinería local recaudó dinero para la construcción de una cerca de hierro forjado alrededor del monumento.
En octubre de 2018, la estatua fue destrozada, con ojos saltones colocados en el bajorrelieve de Greene. El vandalismo fue informado por múltiples fuentes de noticias nacionales, incluidas CNN, CBS News, y USA Today, entre otras. El Departamento de Policía Metropolitana de Savannah-Chatham estaba investigando el incidente por traspaso criminal y posiblemente daño criminal a la propiedad, dependiendo del costo del daño.

## Diseño

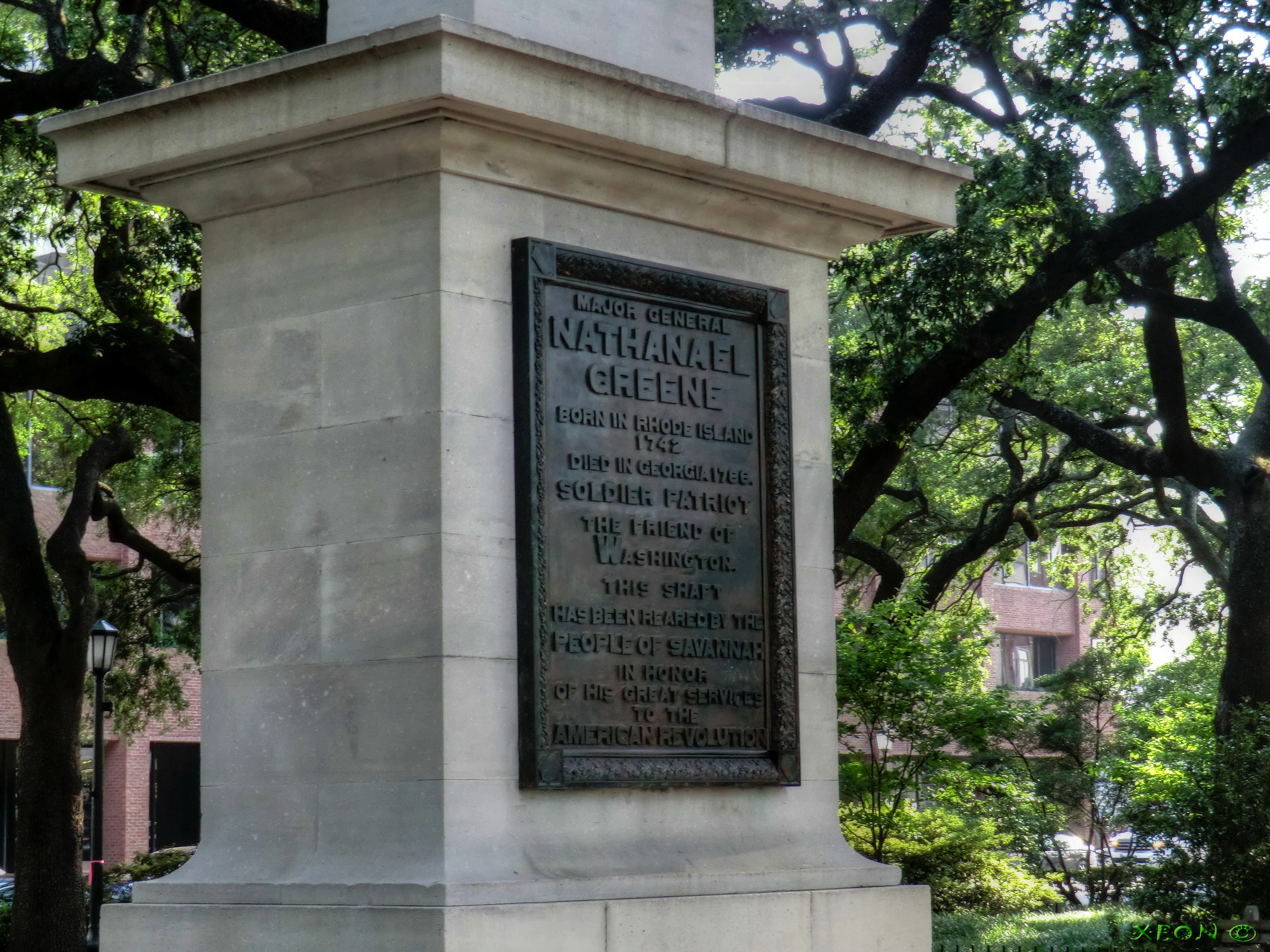
Placa informativa en el monumento

El monumento consta de 15 m fuste de granito. En 1853, se agregaron placas de bronce a los lados opuestos del eje. Uno mostraba un bajorrelieve de Greene, mientras que el otro estaba inscrito con lo siguiente:

Major General

Nathanael Greene

Born in Rhode Island 1742

Died in Georgia 1786

Soldier Patriot

The Friend Of Washington

This Shaft has been reared by the

People Of Savannah In Honor

Of His Great Services

to the American Revolution